# Гогкерк
Гогкерк (нід. Hoogkerk) — місто в нідерландській провінції Гронінген. Входить до муніципалітету Гронінген. Його населення станом на 2017 рік складало 12 260 осіб.
До 1969 року мало статус окремого муніципалітету.